# Battus
Battus este un gen de fluturi din Lumea Nouă care sunt găsiți de obicei în jurul plantelor cățărătoare din genul Aristolochia. Omida are ca principală sursă de hrană aceste plante otrăvitoare, ceea ce face și insecta otrăvitoare; ei au un gust prea rău pentru a îndepărta prădătorii.  Din moment ce păsările evită aceste specii de fluturi, alte specii de fluturi coadă-de-rândunică le imită coloritul. Speciile comune din America de Nord sunt Battus polydamas și Battus philenor.

## Specii
Listat alfabetic și pe grupe. 
Subgenul Battuosa Möhn, 1999:
- Grupul belus Möhn, 1999:
  - Battus belus (Cramer, 1777) –
  - Battus crassus (Cramer, 1777) –
  - Battus eracon (Godman & Salvin, 1897) –
  - Battus ingenuus (Dyar, 1907) –
  - Battus laodamas (C. & R. Felder, 1859) –
  - Battus lycidas (Cramer, [1777]) –
  - Battus polystictus (Butler, 1874)

- Grupul madyes Möhn, 1999:
  - Battus madyes (Doubleday, 1846) –

Subgenul Battus Möhn, 1999:
- Grupul philenor:
  - Battus devilliersii (Godart, 1823)
  - Battus philenor (Linnaeus, 1771) –
  - Battus zetides (Munroe, 1971) –

- Grupul polydamus Möhn, 1999:
  - Battus polydamas (Linnaeus, 1758) –

## Galerie

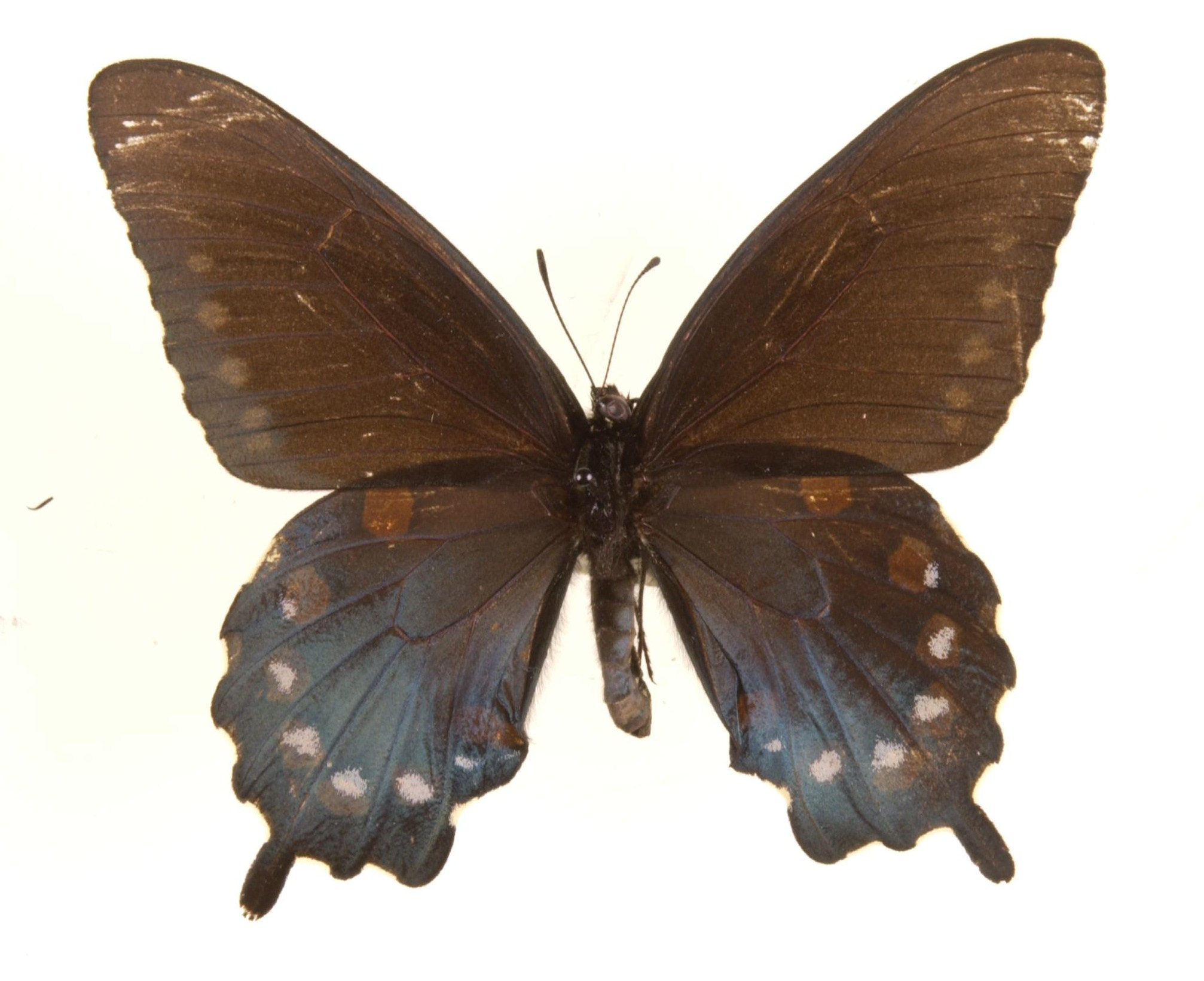
Museum specimen of Battus philenor
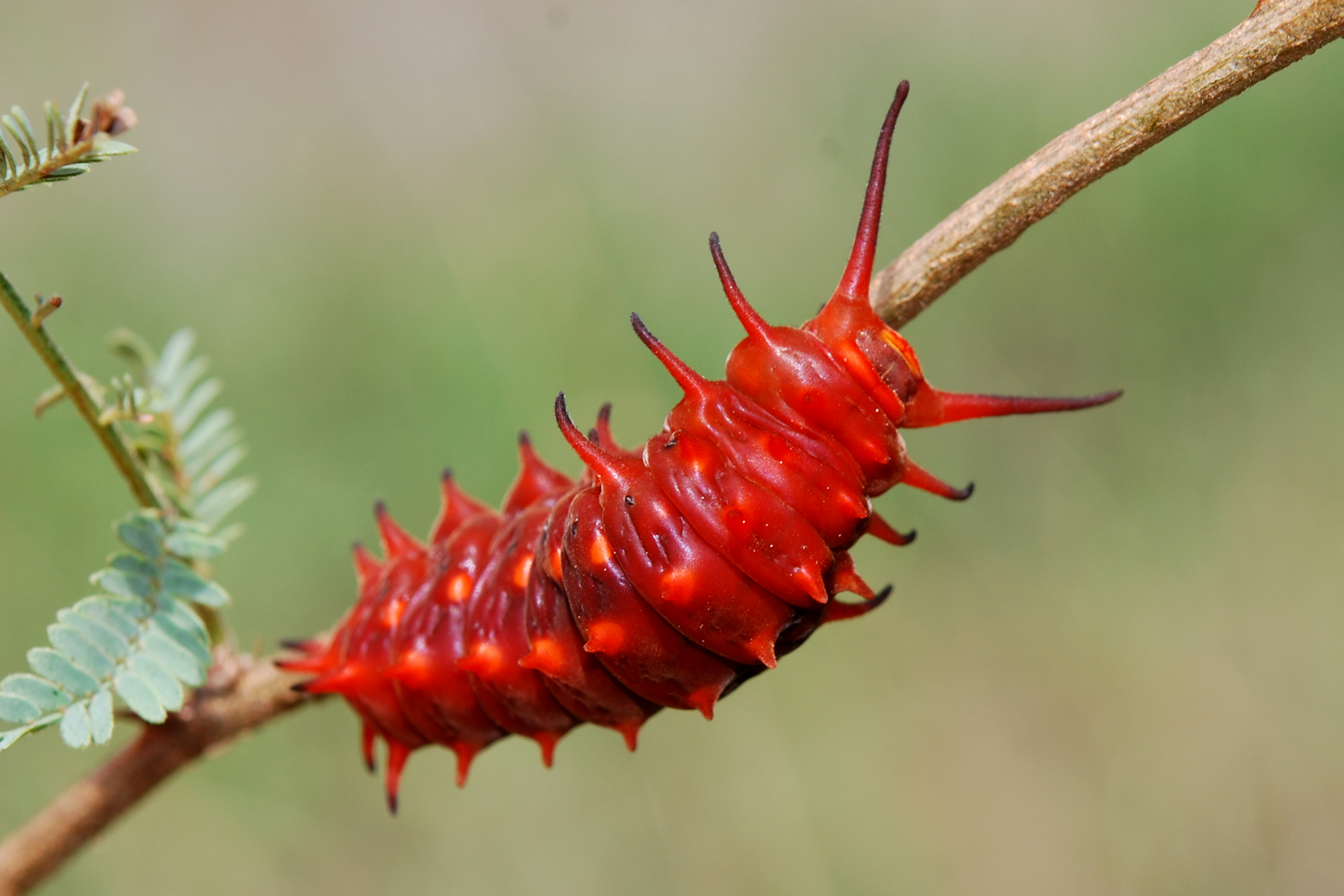
Omidă de Battus philenor
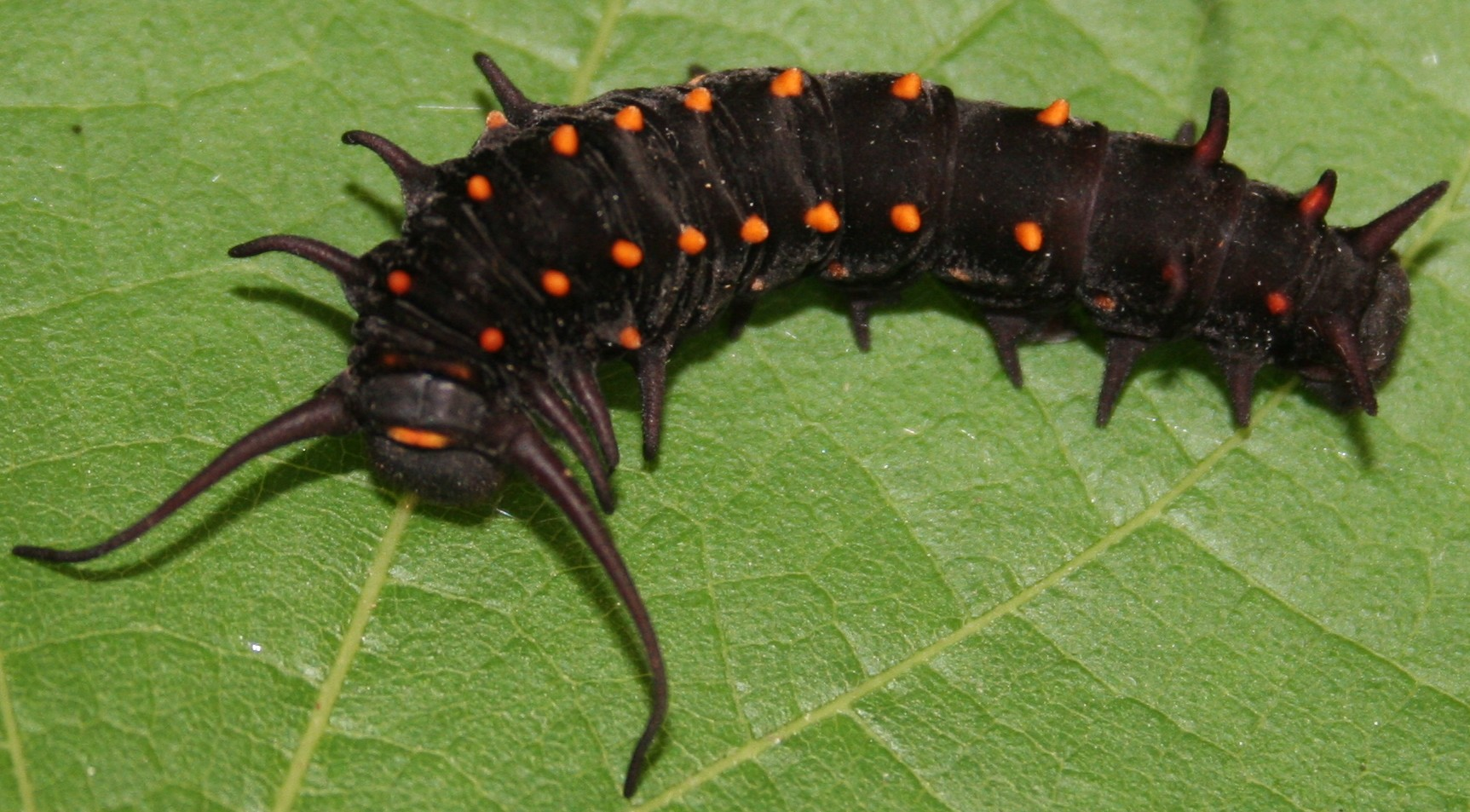
Omidă de Battus philenor
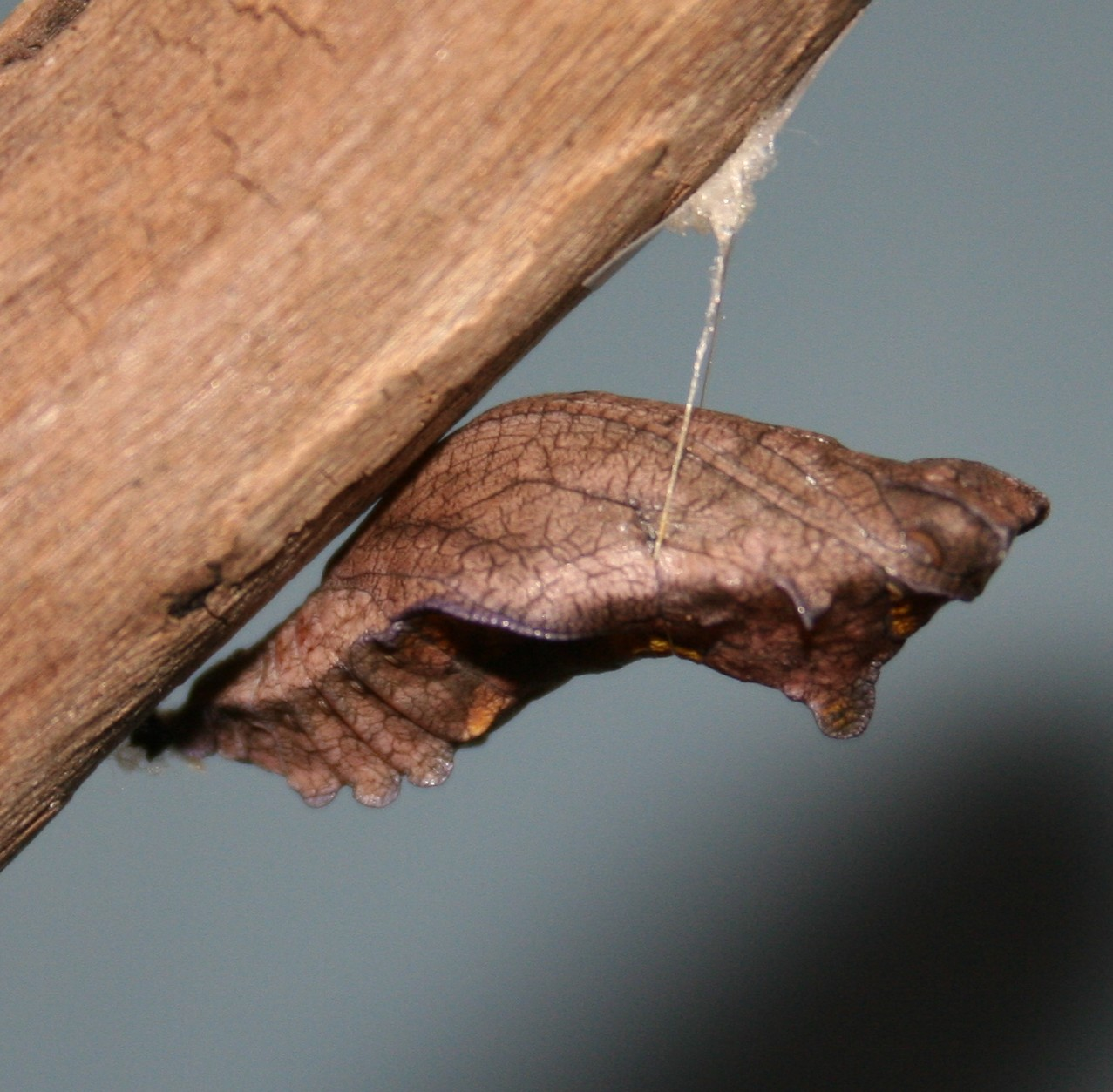
Pupă de Battus philenor